# فوميو كوهيناتا
فوميو كوهيناتا (باليابانية: 小日向文世) هو ممثل ياباني، ولد في 23 يناير 1954 في اليابان.

## أعمال

### أفلام
- (1999) الخاتم 2
- (2004) كاشيرن
- (2010) الغضب

## وصلات خارجية
- فوميو كوهيناتا على موقع IMDb (الإنجليزية)
- فوميو كوهيناتا على موقع ألو سيني (الفرنسية)
- فوميو كوهيناتا على موقع أول موفي (الإنجليزية)
- فوميو كوهيناتا على موقع قاعدة بيانات الأفلام السويدية (السويدية)
- فوميو كوهيناتا على موقع قاعدة بيانات الفيلم (الإنجليزية)
- فوميو كوهيناتا على موقع كينوبويسك (الروسية)